# Marc de café
Pour les articles homonymes, voir Marc.

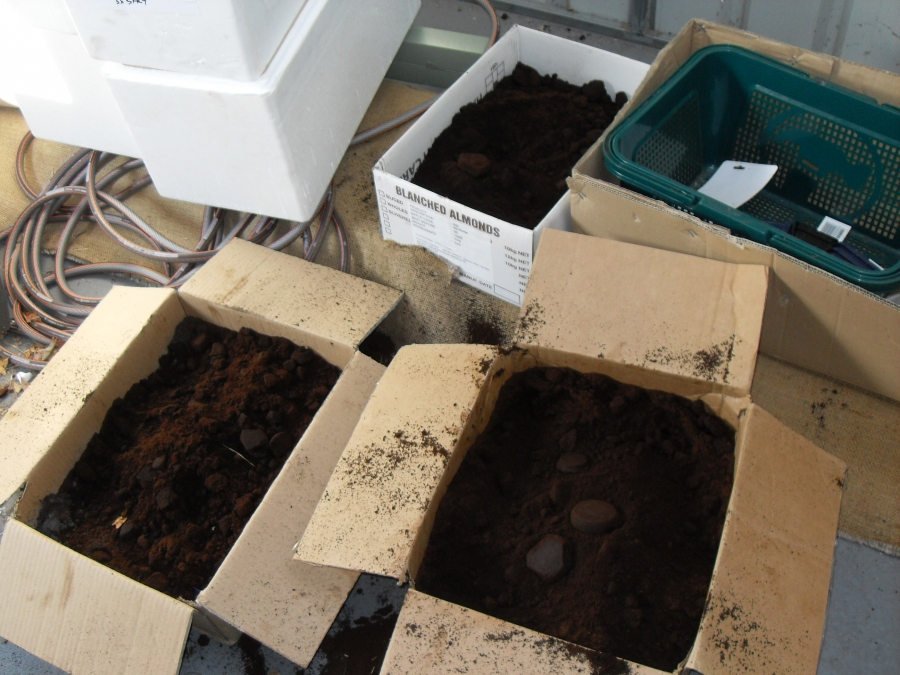
Récupération de marc de café

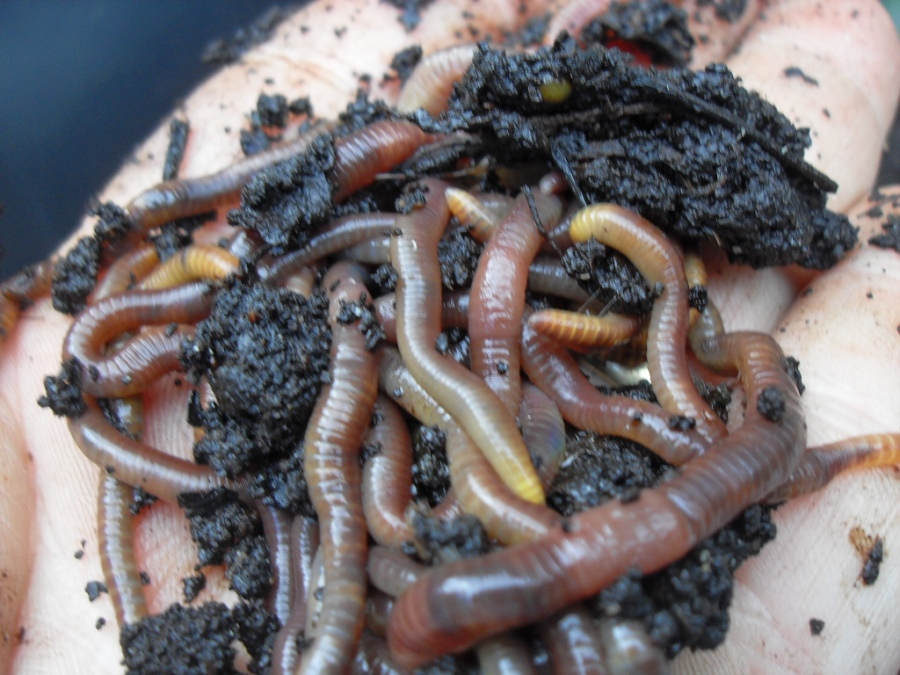
Lombricompost de marc de café

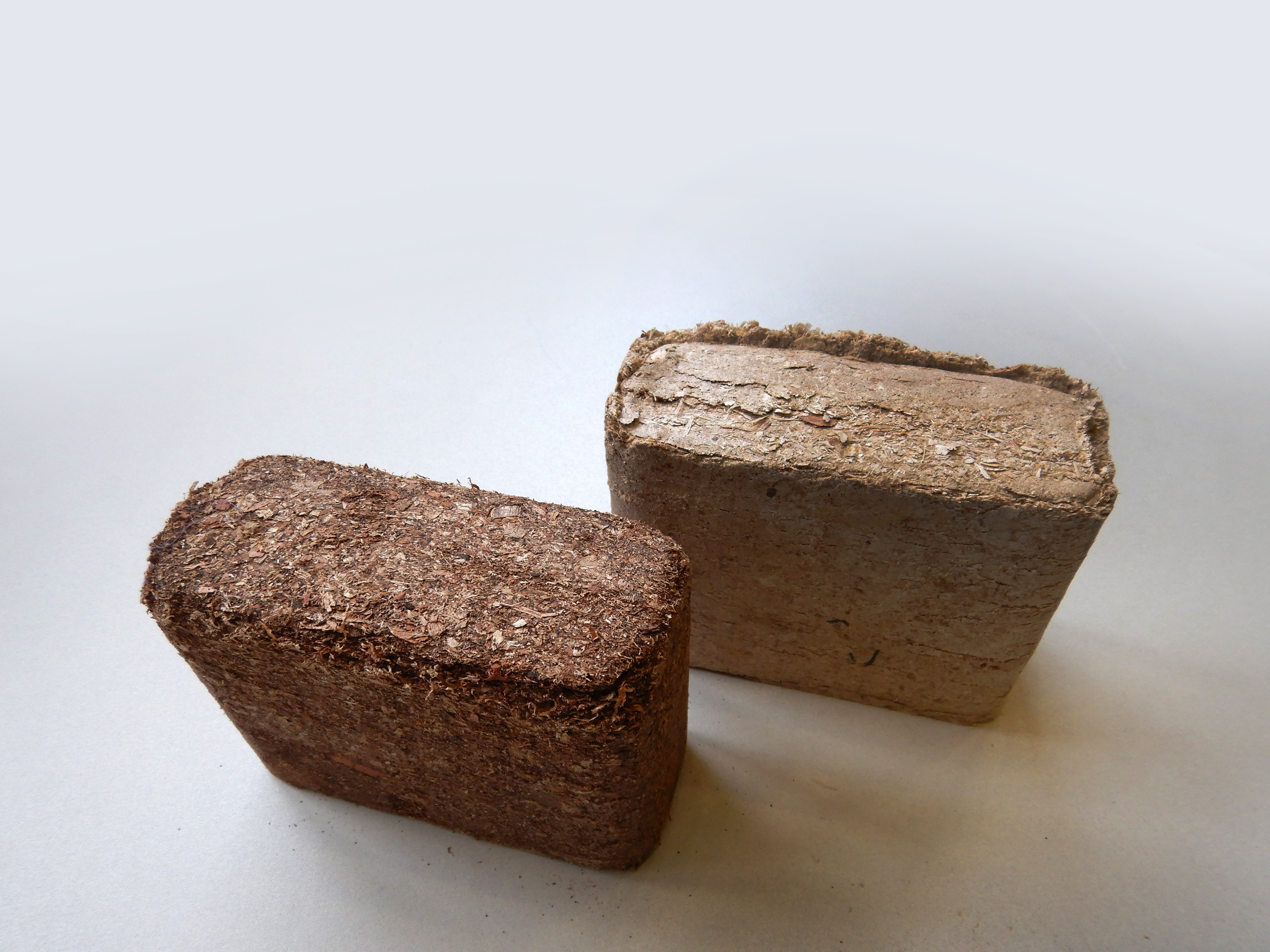
Bûchettes de chauffage reconstituées avec de la sciure de bois et du marc de café compressés, sans additifs ni liants.

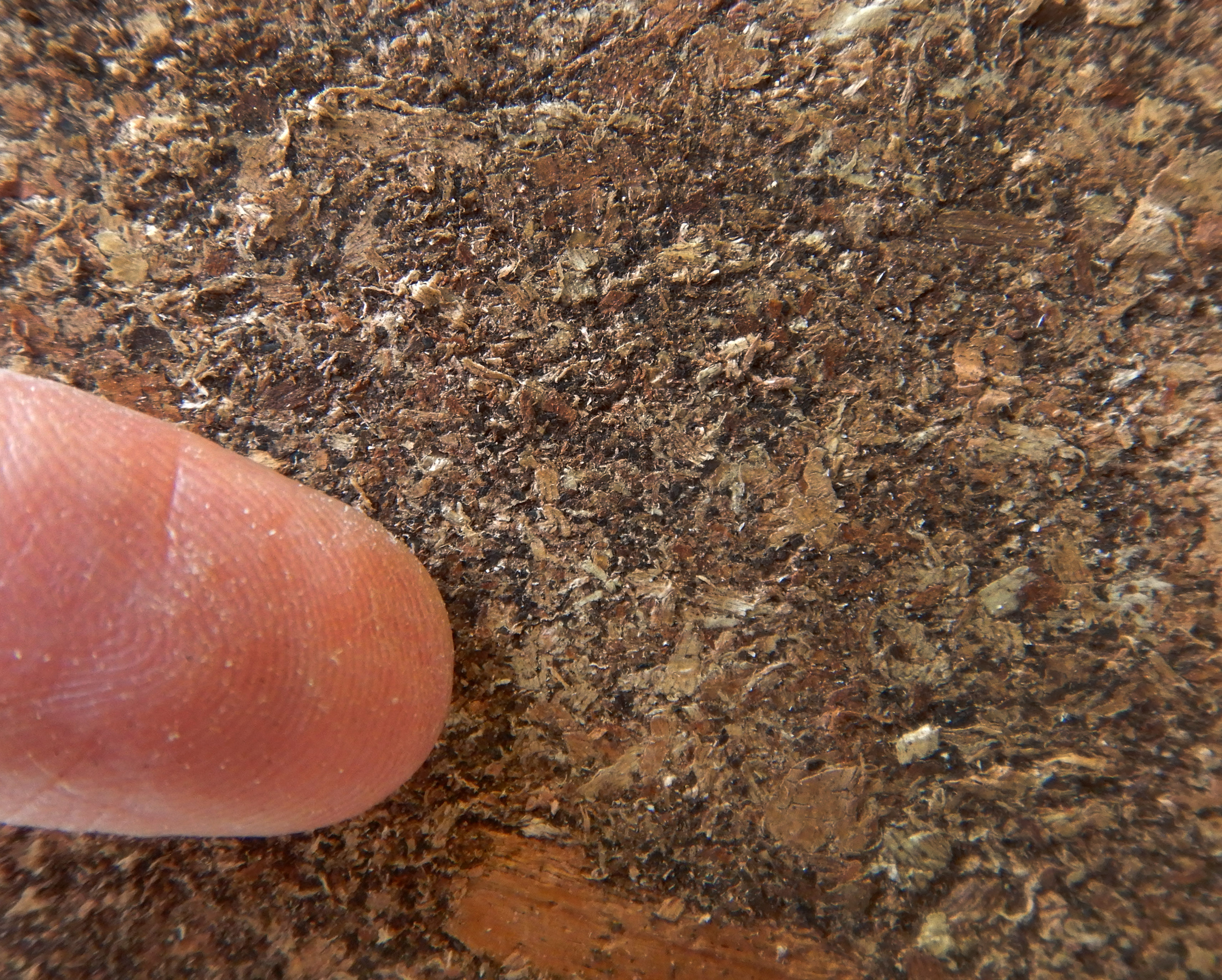
Détail d'une bûchettes de chauffage composée à 80% de marc de café

Le marc de café est le résidu de la percolation du café, et par extension d'autres produits. Il est notamment utilisé en jardinage comme engrais ou répulsif.

## Composition
La composition moyenne du marc est la suivante : 
| Azote       | 2,28 % |
| Phosphore   | 0,06 % |
| Potassium   | 0,6 %  |
| Rapport C/N | 24/1   |
| pH          | 6,2    |

220 kg de matière organique au mètre cube.

## Utilisation pour le jardinage
Le rapport carbone/azote (C/N) de 24 fait du marc un composant équilibré, directement compostable, qui en raison de son rapport C/N, libère de façon progressive l'azote, le phosphore et le potassium, composés de base des engrais, en particulier utiles pour la croissance des jeunes plants.
Une étude récente tendrait à démontrer que le marc de café frais et même composté serait toxique pour les plants de tomates. À forte dose, par exemple pur, il pourrait même servir d'herbicide bio. Dans son article, Nick F. Lolonis n'a pas clairement identifié la source responsable de cette action. Il a seulement été en mesure de conclure que ce n'était ni la caféine, ni le pH du marc de café.
Une étude japonaise de 2014 indique qu'il faut un minimum de 9 mois de compostage avant de pouvoir utiliser le marc au jardin et que son pouvoir anti-germinatif sur certaines espèces serait lié à sa teneur en acide chlorogénique (permettant naturellement aux graines de café d'inhiber les pousses concurrentes) mais aussi que « L'utilisation agricole du marc de café a également été discutée en termes de périodes de jachère dans la rotation des cultures ».

### Activateur de compost
Dans un lombricomposteur ou un composteur, les vers de terre sont friands du marc de café, qui les aide à digérer la matière organique du tas de compost. Leur sensibilité à la caféine augmente leur activité pour la transformation des végétaux en compost.

## Usages divers
Le marc de café peut être utilisé :
- comme un colorant naturel[7].
- comme exfoliant pour la peau (pour le visage et le corps)[7].
- comme répulsif à fourmis[8] (bonne efficacité peu durable dans le temps).
- comme répulsif à limaces[9] (bonne efficacité si sec, inefficace si mouillé)
- comme combustible (biomasse-énergie); en poudre ou sous forme de bûchettes de chauffage reconstituées avec de la sciure de bois et du marc de café compressés (sans aucun additifs ni liants).
- comme compost pour la culture du champignon[10] (myciculture). Un projet d'agriculture urbaine et commercialisation de la myciculture à base du marc de café, nommé PermaFungi, a gagné le neuvième « Grand Prix des Générations Futures » (néerlandais :  Grote Prijs voor Toekomstige Generaties) en Belgique, en 2016[11].

- comme  « biocarburant »[12].
- il est aussi utilisé en divination (cafédomancie).
- absorbeur de mauvaises odeurs [13]

## Risques toxiques chez l'homme et les mammifères?
L'ingestion de marc de café chez l'humain peut entraîner à haute dose une intoxication à la caféine, certaines personnes en consommant bien que le goût ne prête pas à une telle consommation directe[réf. souhaitée].
Il serait toxique pour les chiens.